# Мамонов, Степан Кириллович
Степан Кириллович Мамонов (23 декабря 1901 — 25 апреля 1974) — советский военачальник, в ходе советско-японской войны командовал 15-й армией. Генерал-лейтенант (13 сентября 1944 года).

## Биография
Родился 23 декабря 1901 года в деревне Рысьевке Бугурусланского уезда Оренбургской губернии. Русский.
В Красной армии с 1919 года. Участник Гражданской войны в России. Воевал на Туркестанском фронте. В 1920 году окончил партийную школу при политическом управлении 1-й армии Туркестанского фронта. В последующие годы, окончив в 1923 году командные пехотные курсы и в 1927 году Московскую пехотную школу комсостава, прошёл путь от командира взвода до начальника штаба стрелковой дивизии. С 1938 года — командир 22-й стрелковой дивизии. В этой должности участвовал в боях у озера Хасан. С 3 июля 1939 года — командир 40-й стрелковой дивизии.
В этой должности встретил начало Великой Отечественной войны. 7 октября 1941 года ему было присвоено воинское звание «генерал-майор». С января 1942 года заместитель командующего 25-й армией Дальневосточного фронта, с августа — командир 39-го стрелкового корпуса. В октябре 1942 года назначен командующим 15-й армией, которая до августа 1945 года обороняла дальневосточные границы СССР, затем в составе 2-го Дальневосточного фронта участвовала в Советско-японской войне. В ходе Сунгарийской наступательной операции 15-я армия во взаимодействии с Амурской военной флотилией наносила удар из района Ленинское вдоль обоих берегов р. Сунгари в направлении на г. Иланя. Войска армии под командованием С. К. Мамонова форсировали реки Амур и Уссури, прорвали Фуцзиньский укрепрайон и, стремительно наступая вглубь Маньчжурии, 17 августа освободили г. Цзямусы, 19 августа — г. Илань, 20 августа — г. Харбин.
В 1947 году окончил ВАК при Высшей военной академии им. К. Е. Ворошилова и был назначен командиром 27-го стрелкового корпуса. С 1950 года заместитель командующего войсками Уральского военного округа. В 1953 году направлен в командировку КНР на должность старшего военного советника. С августа 1957 года — 1-й заместитель командующего войсками Воронежского военного округа. С 1960 года в запасе.
Скончался 25 апреля 1974 года в Воронеже. Похоронен на Коминтерновском кладбище Воронежа.

## Награды
- орден Ленина (21.02.1945)
- 3 ордена Красного Знамени (4.06.1944, 3.11.1944, 15.11.1950)
- орден Кутузова 1-й степени (8.09.1945)
- медали